# سوفی کوکسون
سوفی کوکسون (به انگلیسی: Sophie Cookson) (زاده ۱۵ می ۱۹۹۰) بازیگر انگلیسی است.
کوکسون در ساسکس مطرح شد و در سال ۲۰۱۳ از مدرسه تئاتر آکسفورد فارغ التحصیل شد.
از فیلم‌های معروف او می‌توان به بازی در فیلم کینگزمن: سرویس مخفی و بی‌نهایت اشاره کرد.